# Francisco Montana
Francisco Montana (Miami, 5 de novembro de 1969) é um ex-tenista profissional estadunidense, especialista em duplas.